# KW Continente
KW Continente es una emisora de radio panameña que transmite en los 95.7 MHz del dial FM, sus estudios principales se ubican en Ciudad de Panamá.

## Historia
Inició sus transmisiones en 1977, liderada por su fundador Rodrigo Correa. En sus inicios emitía programas de noticias y música típica panameña.
Fue clausurada por la dictadura militar de Manuel Antonio Noriega por ser considerada una amenaza para su mandato, mientras que para los civilistas era un bastión de lucha contra las injusticias de la dictadura que ejercía el poder en Panamá.
En el año 2016, su señal cambio a la frecuencia 95.7 Mhz para la provincia de Panamá y a 96.1 Mhz para la provincia de Chiriquí y Bocas del Toro debido a un re ordenamiento nacional de frecuencias llevado a cabo por el Gobierno de Panamá.

## Programación

### Programas Informativos
- Panamá a las 5
- La Palabra
- Oídos del Pueblo
- Regresando a Casa
- Sobre Ruedas

### Transmisiones Especiales
- Partidos de la Liga Panameña de Fútbol

## Eslóganes
- 1977-Actualidad: La Verdad por encima de todo